# 第28普通科連隊
第28普通科連隊（だいにじゅうはちふつうかれんたい、JGSDF 28th Infantry Regiment）は、陸上自衛隊函館駐屯地（北海道函館市）に駐屯する第11旅団隷下の普通科連隊（軽）である。

## 概要
連隊長は1等陸佐（三）をもって充てられ、函館駐屯地司令を兼ねる。連隊本部、本部管理中隊および3個普通科中隊により編成される。
1962年（昭和37年）1月に陸上自衛隊の28番目の普通科連隊として編成された。2008年（平成20年）3月に第11師団の旅団化に伴い、普通科連隊（軽）へ改編された。

## 沿革
- 1962年（昭和37年）
  - 1月18日：第10普通科連隊第2大隊を基幹として、第28普通科連隊が滝川駐屯地において編成完結。
  - 8月3日：第28普通科連隊が滝川駐屯地から函館駐屯地に移駐。
- 1976年（昭和51年）9月6日：MiG-25が函館空港に強行着陸する（ベレンコ中尉亡命事件（ミグ25事件））。
- 1989年（平成元年）3月24日：第11師団改編により、自動車化連隊に改編。
- 1995年（平成07年）6月21日：函館空港全日空857便ハイジャック事件対処。
- 1996年（平成08年）3月29日：第29普通科連隊の廃止により、第4普通科中隊が函館駐屯地から倶知安駐屯地に移駐。
- 2008年（平成20年）3月26日：第11師団の旅団化改編に伴い普通科連隊（軽）に改編。

1. 第4普通科中隊（倶知安駐屯地）を廃止（第4普通科中隊の後身は北部方面対舟艇対戦車隊）。
2. 重迫撃砲中隊（函館駐屯地）を廃止。
3. 本部管理中隊に重迫撃砲小隊を新編。
4. 後方支援体制変換に伴い、整備部門を第11後方支援隊第2整備中隊第3普通科直接支援小隊へ移管。

## 部隊編成
- 第28普通科連隊本部
- 本部管理中隊「28普-本」
  - 中隊本部
  - 連隊本部班：82式指揮通信車
  - 対戦車小隊：中距離多目的誘導弾
  - 重迫撃砲小隊：120mm迫撃砲 RT
  - 情報小隊：軽装甲機動車、偵察用オートバイ
  - 施設作業小隊：小型ドーザ、資材運搬車
  - 通信小隊
  - 補給小隊：3 1/2tトラック
  - 衛生小隊：1トン半救急車
  - 狙撃班
- 第1普通科中隊「28普-1」：96式装輪装甲車、81mm迫撃砲 L16、01式軽対戦車誘導弾
- 第2普通科中隊「28普-2」：高機動車、81mm迫撃砲 L16、01式軽対戦車誘導弾
- 第3普通科中隊「28普-3」：96式装輪装甲車、81mm迫撃砲 L16、01式軽対戦車誘導弾

## 整備支援部隊
- 第11後方支援隊第2整備中隊第3普通科直接支援小隊「11後支-2整」（函館駐屯地）：2008年（平成20年）3月26日から

## 主要幹部
| 官職名                             | 階級    | 氏名     | 補職発令日     | 前職                  |
| ---------------------------------- | ------- | -------- | -------------- | --------------------- |
| 第28普通科連隊長 兼 函館駐屯地司令 | 1等陸佐 | 廣山俊一 | 2023年08月01日 | 第12旅団司令部第3部長 |

| 代 | 氏名       | 在職期間                                                   | 前職                                  | 後職                                                  |
| -- | ---------- | ---------------------------------------------------------- | ------------------------------------- | ----------------------------------------------------- |
| 01 | 川村宗三   | 1962年01月18日 - 1964年03月15日                            | 第10普通科連隊付                      | 陸上幕僚監部第5部学校班長                             |
| 02 | 中村定臣   | 1964年03月16日 - 1966年03月15日                            | 陸上幕僚監部第3部編成班長             | 陸上幕僚監部第3部副部長                               |
| 03 | 及川薫     | 1966年03月16日 - 1968年07月15日                            | 自衛隊山形地方連絡部長                | 東北方面総監部付                                      |
| 04 | 熊谷健弥   | 1968年07月16日 - 1970年07月15日                            | 陸上自衛隊幹部学校総務部 総務課長     | 陸上自衛隊業務学校勤務                                |
| 05 | 長谷田晃   | 1970年07月16日 - 1972年07月16日                            | 自衛隊札幌地方連絡部長                | 陸上自衛隊冬季戦技教育隊長                            |
| 06 | 太田穣     | 1972年07月17日 - 1974年07月15日 ※1974年07月01日 陸将補昇任 | 陸上幕僚監部第3部編成班長             | 中部方面総監部幕僚副長                                |
| 07 | 服部武志   | 1974年07月16日 - 1976年08月01日                            | 中部方面総監部第3部勤務               | 海田市駐とん地業務隊長                                |
| 08 | 高橋永二   | 1976年08月02日 - 1978年07月31日                            | 陸上幕僚監部幕僚庶務室 運用解析班長   | 第3教育団副団長                                       |
| 09 | 種具正二郎 | 1978年08月01日 - 1980年03月16日                            | 第4師団司令部第3部長                  | 陸上幕僚監部防衛部研究課長                            |
| 10 | 田中三郎   | 1980年03月17日 - 1981年07月31日                            | 中部方面総監部人事部募集課長          | 陸上自衛隊幹部学校主任研究開発官                      |
| 11 | 早田均     | 1981年08月01日 - 1983年07月31日                            | 陸上幕僚監部付                        | 北部方面総監部調査部長                                |
| 12 | 小林健二   | 1983年08月01日 - 1986年03月16日                            | 陸上自衛隊幹部学校企画室勤務          | 陸上自衛隊幹部学校研究員                              |
| 13 | 石田潔     | 1986年03月17日 - 1988年03月15日                            | 陸上幕僚監部防衛部防衛課 防衛班長     | 東北方面総監部防衛部長                                |
| 14 | 中谷正寛   | 1988年03月16日 - 1991年03月15日                            | 第3師団司令部第3部長                  | 陸上幕僚監部防衛部防衛課長                            |
| 15 | 岩猿進     | 1991年03月16日 - 1993年03月23日                            | 陸上幕僚監部防衛部防衛課 業務計画班長 | 陸上幕僚監部教育訓練部教育課長                        |
| 16 | 西山洋     | 1993年03月24日 - 1995年03月27日                            | 第2師団司令部第3部長                  | 西部方面総監部調査部長                                |
| 17 | 村岡義章   | 1995年03月28日 - 1998年03月25日                            | 東北方面総監部防衛部訓練課長          | 第10師団司令部幕僚長                                  |
| 18 | 神田和穗   | 1998年03月26日 - 2000年07月31日                            | 北部方面総監部人事部厚生課長          | 陸上自衛隊幹部候補生学校総務部長                      |
| 19 | 渡部悦和   | 2000年08月01日 - 2002年03月21日                            | 陸上幕僚監部教育訓練部訓練課 演習班長 | 陸上幕僚監部人事部補任課長                            |
| 20 | 郡山勝英   | 2002年03月22日 - 2003年07月31日                            | 東北方面総監部人事部厚生課長          | 東北方面総監部監察官                                  |
| 21 | 岡部俊哉   | 2003年08月01日 - 2005年03月27日                            | 陸上幕僚監部人事部補任課 人事第1班長  | 陸上幕僚監部防衛部運用課長                            |
| 22 | 小林博史   | 2005年03月28日 - 2006年08月03日                            | 陸上幕僚監部監理部会計課 予算班長     | 陸上幕僚監部防衛部防衛課勤務                          |
| 23 | 四月朔日徹 | 2006年08月04日 - 2008年03月25日                            | 陸上自衛隊冬季戦技教育隊長            | 東北方面総監部付 →2008年4月1日 東北方面総監部総務部長 |
| 24 | 田邊政文   | 2008年03月26日 - 2010年03月22日                            | 第2師団司令部第4部長                  | 豊川駐屯地業務隊長                                    |
| 25 | 賦勺義矢   | 2010年03月23日 - 2012年03月22日                            | 東北方面総監部総務部 地域連絡調整課長 | 空挺教育隊長                                          |
| 26 | 佐藤和之   | 2012年03月23日 - 2014年03月22日                            | 陸上自衛隊幹部学校付                  | 中部方面総監部防衛部訓練課長                          |
| 27 | 吉原和宏   | 2014年03月23日 - 2015年07月31日                            | 部隊訓練評価隊副隊長                  | 陸上自衛隊関東補給処装備計画部 業務指示課長           |
| 28 | 緒方義大   | 2015年08月01日 - 2017年07月31日                            | 陸上自衛隊幹部学校付                  | 陸上幕僚監部人事教育部厚生課 家族支援班長             |
| 29 | 阿部慎治   | 2017年08月01日 - 2019年07月31日                            | 陸上自衛隊中央業務支援隊総務部長      | 陸上自衛隊富士学校管理部 演習場管理課長               |
| 30 | 木場元大   | 2019年08月01日 - 2021年07月31日                            | 陸上自衛隊幹部候補生学校主任教官      | 第4陸曹教育隊長                                       |
| 31 | 長谷部浩司 | 2021年08月01日 - 2023年07月31日                            | 第4陸曹教育隊長                       | 陸上自衛隊教育訓練研究本部勤務                        |
| 32 | 廣山俊一   | 2023年08月01日 -                                           | 第12旅団司令部第3部長                 |                                                       |

## 主要装備
- 96式装輪装甲車
- 82式指揮通信車
- 軽装甲機動車
- 高機動車
- 1/2tトラック / 73式小型トラック
- 1 1/2tトラック / 73式中型トラック
- 3 1/2tトラック / 73式大型トラック
- 89式5.56mm小銃
- 5.56mm機関銃MINIMI
- 12.7mm重機関銃M2
- 96式40mm自動てき弾銃
- 対人狙撃銃　レミントン M24 SWS
- 携帯放射器
- 110mm個人携帯対戦車弾LAM　パンツァーファウスト3
- 01式軽対戦車誘導弾
- 81mm迫撃砲 L16
- 120mm迫撃砲 RT

## 廃止（改編）部隊
- 2008年（平成20年）3月25日廃止
  - 第28普通科連隊本部管理中隊管理整備小隊「28普-本」（函館駐屯地）：整備部門を第11後方支援隊第2整備中隊第3普通科直接支援小隊へ移管。
  - 第28普通科連隊第4普通科中隊「28普-4」（倶知安駐屯地）：北部方面対舟艇対戦車隊の一部に改編。
  - 第28普通科連隊重迫撃砲中隊「28普-重」（函館駐屯地）：第28普通科連隊本部管理中隊重迫撃砲小隊に縮小改編。

## 警備隊区
- 本部管理中隊　函館市
- 第1普通科中隊　江差町、上ノ国町、乙部町、厚沢部町、今金町、せたな町、奥尻町
- 第2普通科中隊　北斗市、七飯町、木古内町、知内町、福島町、松前町
- 第3普通科中隊　鹿部町、森町、八雲町(旧熊石町区も含む）、長万部町、黒松内町、寿都町、島牧村

出典